# Repowering

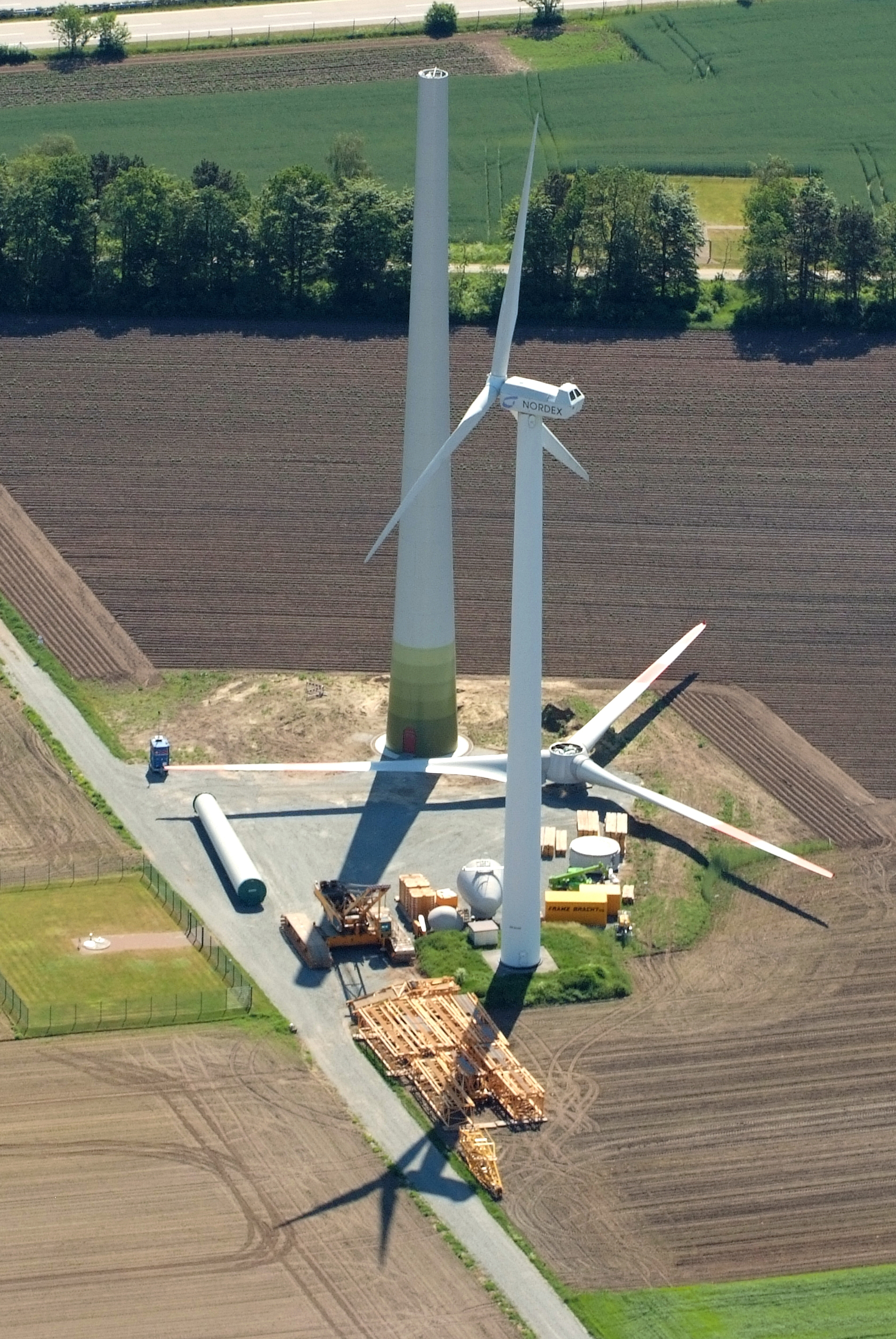
Renouvellement d'une éolienne dans le nord de l'Allemagne.

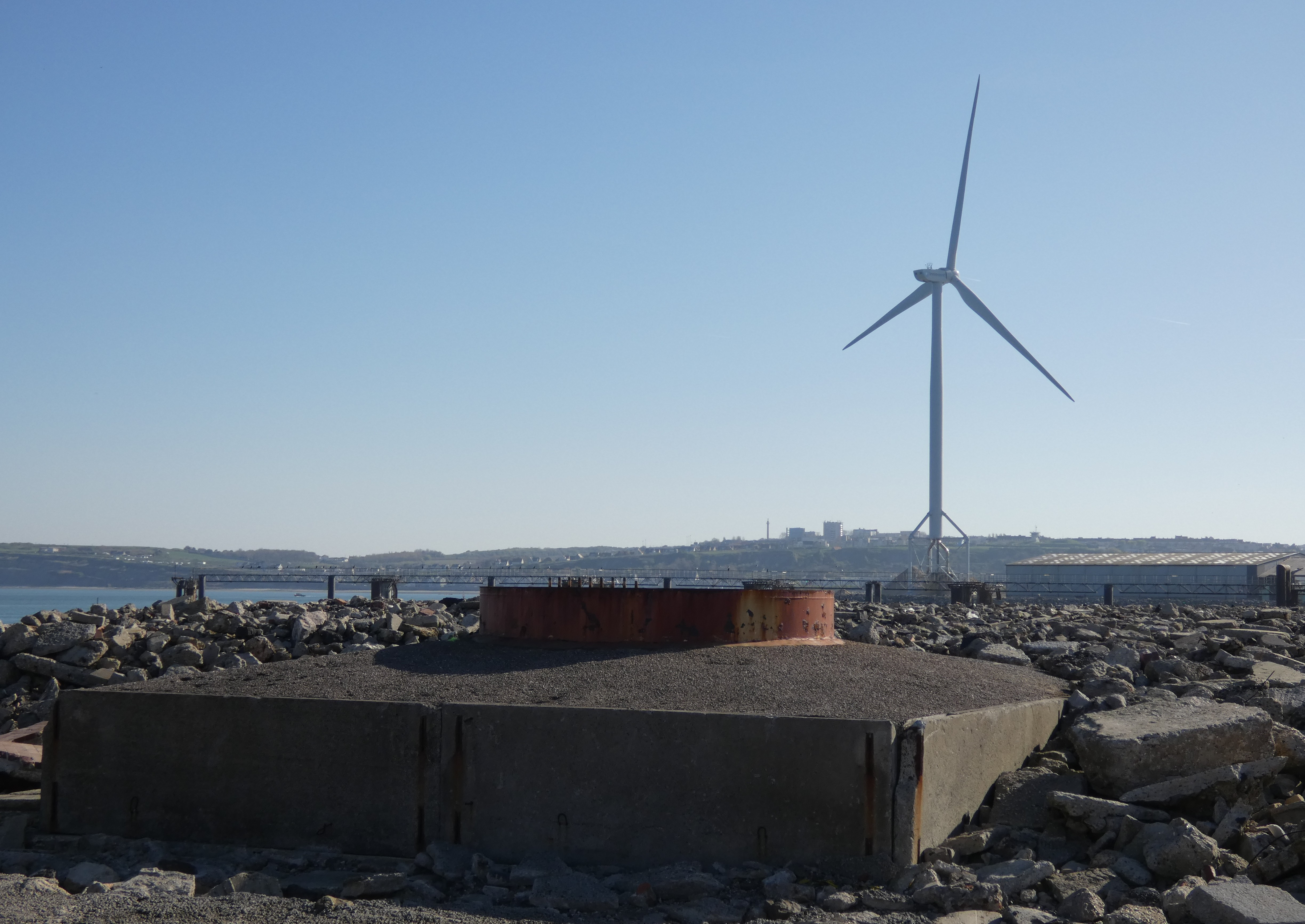
Parc éolien du Portel (France) : la base d'une des quatre anciennes éoliennes au premier plan et la nouvelle en arrière-plan, en avril 2025.

Le « repowering », en français renouvellement (d’une unité de production d’énergie), consiste à remplacer tout ou partie d'anciennes infrastructures énergétiques (éoliennes, panneaux solaires, centrales électriques, chaufferies) par de nouvelles, plus puissantes et/ou plus efficaces, se traduisant par une augmentation de l'énergie produite.
Le repowering présente des variantes, allant de changements aussi simples que de déconnecter et de remplacer une chaudière par une autre plus moderne à des projets complexes de remplacement de vastes installations pour créer un ensemble produisant plus de chaleur et/ou d'électricité. Le repowering comporte de nombreux avantages. Le simple fait de réhabiliter l'ancien avec le nouveau est en soi bénéfique, tout comme la réduction des coûts de maintenance de l'usine. Avec des coûts moindres et un rendement énergétique supérieur, le processus est bénéfique.
Le mot repowering s'applique le plus souvent aux systèmes de production d'électricité, mais il est parfois employé à propos des véhicules sur lesquels un changement de motorisation permet de réduire la consommation d'énergie et la pollution, comme les trains ou des navires,.

## Exemples

### Cas des éoliennes
Le repowering d'un parc éolien consiste à remplacer les éoliennes anciennes, généralement plus petites, par des turbines ou ensembles mât/turbines/pales de conceptions plus récentes, généralement plus grandes et ayant un meilleur rendement. 
Les innovations dans la technologie éolienne ont abouti à des turbines beaucoup plus puissantes, plus silencieuses et s'usant moins par rapport aux modèles plus anciens. Ce type de mises à niveau en taille/puissance/efficacité augmente la quantité d'électricité produite d'un parc éolien donné, elle peut nécessiter d'adapter la capacité du réseau électrique pour absorber et transporter cette électricité.
Aux États-Unis, 2 131 MW de réacteurs éoliens ont été achevés en 2017.
Une étude faite en Californie donne comme avantages potentiels du repowering éolien :
- une réduction de mortalité aviaire (quand un plus petit nombre de grandes éoliennes remplace un grand nombre de petites éoliennes, dont les pales tournaient souvent plus rapidement) ;
- des préoccupations esthétiques plus faciles à prendre en compte dans la mesure où les projets éoliens modernes sont jugés plus attrayants visuellement, même avec des mâts plus grands ;
- une augmentation de la production d'énergie renouvelable, grâce à des facteurs de capacité moyenne plus élevés (ex : en décembre 2018, EDF a annoncé le repowering du parc éolien d’Eckolstädt (Thuringe, Allemagne), afin de passer de 14,5 MW à 34,5 MW[7].)
- la réutilisation d'infrastructures existantes (routes d'accès, sous-stations), ce qui réduit fortement les coûts d’installation par rapport à de nouveaux projets éoliens sur terrains vierges ;
- une technologie éolienne plus récente permet une meilleure connexion au réseau électrique avec une meilleure qualité d’énergie pour le consommateur
- l'augmentation de l'assiette fiscale locale et étatique ;
- des perspectives d'emploi locaux positives (construction, entretien, recyclage des matériaux ou filière de réutilisation).

Des pays comme l'Allemagne et le Danemark, qui disposent déjà de nombreuses éoliennes par rapport à la superficie totale de leurs terres, ont déjà largement eu recours à la régénération d'anciennes éoliennes ce qui leur a permis depuis les années 1990 de fortement accroître leur capacité de production éolienne. 
Par contre la Californie, bien que possédant de nombreuses éoliennes vieillissantes, a priori intéressantes pour le repowering, peut-être par manque d'incitation économique a pris du retard de ce point de vue (en 2007, cet État n'avait « mis à jour » que 365 éoliennes, moins de  20 % de la capacité potentielle de 1 640 MW qui aurait pu être mise à niveau dans ce parc). Dans les années 1980, beaucoup de petites éoliennes de 50-100 kW y ont été installées et fonctionnent encore. Elles sont 10 à 40 fois moins productrices qu'une éolienne moderne moyenne des années 2010. Un des principaux obstacles tient au fait que de nombreuses installations vieillissantes sont plus rentables, à court terme et en exploitation continue, que si elles subissent un repowering qui sera plus lucratif, mais après quelques années seulement.

### Cas des centrales thermiques fossiles
De nouvelles réglementations moins défavorables au climat (dont aux États-Unis) font que les centrales au charbon classiques, très polluantes, y deviennent obsolètes. Les trois quarts des centrales au charbon y sont en cours de fermeture. 
Deux options se présentent alors : la mise hors service ou la conversion rapide en une centrale fonctionnant au "charbon propre" (c'est-à-dire avec un système de filtration/désacidifiation beaucoup plus performant et, dans le futur, peut-être avec stockage géochimique du carbone émis), au gaz naturel, au biogaz ou en brûlant de la biomasse (bois, déchets de bois...), idéalement en cogénération ou en trigénération. Ici aussi l'avantage est de bénéficier des infrastructures déjà présentes, mais le positionnement géographique (broche des mines de charbon ou d'une voie ferrée, mais loin des usagers ou loin du réseau de gaz) est parfois moins intéressant. L'EPA a estimé que les fermetures de centrales au charbon induites par la réglementation pourrait, s'il n'y a pas de compensation ou repowering causer une perte de production d’environ 30 gigawatts (GW). Le repowering permettrait dans ce contexte d'économiser environ 20% du coût en capital, et de ne pas avoir à construire entièrement de nouvelles centrales électriques (projets suscitant souvent des rejets locaux ou problèmes d'acceptabilité).
La configuration de ces centrales implique le remplacement de l'ancienne chaudière à charbon par une turbine à gaz (GT) et en général du générateur de vapeur, opérations réalisées depuis la fin du xxe siècle aux États-Unis. Les turbines à gaz modernes sont plus efficace et l’ajout d’un générateur de vapeur à récupération de chaleur augmente encore le rendement global de la centrale (de 40% à 50 % au-dessus de la plage de la plupart des centrales à charbon), ce qui in fine réduit la consommation de combustible et les émissions de Gaz à effet de serre par kilowatt-heureproduit. 
Siemens a mis au point deux méthodes pour ainsi « mettre à jour » d'anciennes centrales au charbon. La première est dite full powering (l'installation est entièrement changée) et la seconde parallel powering (la centrale peut encore brûler du charbon,, et/ou une autre source d'énergie est ajoutée améliorant la flexibilité pour le combustible et les variations de charge, mais en rendant le fonctionnement plus complexes et souvent moins efficient énergiquement),.

### Cas des énergies solaires
Les panneaux solaires thermiques et/ou photovoltaïques peuvent être remplacés par des matériels plus récents et plus efficients permettant une hausse de production, et une éventuelle seconde vie pour les matériels anciens, mais avec une pertinence écologique encore discutée en 2025, d'autant que la filière du réemploi n'est pas encore créée.

### Cas des centrales hydroélectriques
Dans certains pays industrialisés comme la France ou les États-Unis, de nombreuses centrales hydroélectriques ont été construites dès la fin du XIXe siècle. L'ancienneté du parc existant est souvent synonyme d'exploitation sous-optimale de l'énergie hydraulique sur les sites concernés, du fait de l'obsolescence des infrastructures. Cette situation laisse la place à un repowering, permettant une augmentation de la production électrique par la rénovation ou le remplacement des installations anciennes,.
Le repowering hydroélectrique va du simple renouvellement des turbines, pouvant apporter un modeste gain de rendement de 2 à 5%, à une revue totale de l'aménagement d'un cours d'eau, avec la suppression de centrales anciennes et la construction de nouvelles.  
À titre d'exemple, en 2020, la nouvelle centrale hydroélectrique de Romanche Gavet est mise en service dans les Alpes françaises, remplaçant six petites centrales datant du XXe siècle, qui seront démolies. Ce repowering devrait augmenter la production hydroélectrique de 40 % sur le même tronçon de la Romanche . 

#### Prospective: réemploi des lacs de barrage pour la production solaire
En 2019, quatre chercheurs américains publient une étude qui souligne l'intérêt du repowering de grands barrages en fin de vie par conversion au solaire photovoltaïque. Ils estiment qu'avec les technologies actuelles, remplacer l'intégralité de la production hydroélectrique des États-Unis (275 TWh en 2016, produits par 2 603 barrages) par une production d'origine solaire nécessiterait 5 230 km2 de panneaux photovoltaïques. Cette surface ne représente que 13 % de la superficie des réservoirs des barrages hydroélectriques existants dans le pays. Vu autrement, la suppression de tous les barrages hydroélectriques du pays, et le recouvrement par des panneaux solaires de la moitié de la surface ainsi libérée, permettrait de tripler la production électrique tout en apportant des avantages environnementaux considérables, d'après les auteurs.  
Néanmoins, une telle opération conduirait à perdre l'avantage du caractère pilotable de l'hydroélectricité de lac, au détriment d'une énergie intermittente non-pilotable. Un tel scénario dépend donc de progrès considérables dans le stockage par batteries. En outre, des paramètres majeurs tels que la topographie des fonds de lacs pouvant nuire à la production solaire, et les coûts de cette opération, n'ont pas été pris en compte dans l'étude.

## Autres usages
Le mot est aussi utilisé pour : 
- la transition énergétique à l'échelle de territoires ; avec par exemple aux Etats-Unis une initiative de l'EPA (baptisée RE-Powering America's Land) visant à reconvertir des friches industrielles polluées ou précédemment contaminées, ou encore d'anciennes carrières ou mines à ciel ouvert en lieux de production d'énergie solaire et/ou éolienne[19] ;
- des locomotives ou trains ; par exemple pour la transformation de trains à motrice diesel en train à hydrogène ;
- des navires dont on change les moteurs en les remplaçants par des moteurs plus efficients et moins polluants[4]